# Krzysztof Ligęza
Krzysztof Zbigniew Ligęza (ur. 29 września 1965 w Gdyni) – doktor habilitowany w specjalności nauk o bezpieczeństwie, żołnierz rezerwy Marynarki Wojennej, były dowódca okrętów: ORP „Zwrotny” i ORP „Czujny” oraz grupy jednostek pływających, dyrektor Instytutu Operacji Morskich Akademii Marynarki Wojennej.

## Wykształcenie
Krzysztof Ligęza wychowywał się na gdańskim Przymorzu, gdzie w 1972 roku rozpoczął naukę w Szkole Podstawowej nr 79 na Przymorzu Wielkim. Naukę kontynuował w Liceum Ekonomicznym im. Macierzy Szkolnej w Gdańsku, które ukończył w 1984 roku. Po zdaniu egzaminu maturalnego został przyjęty na studia oficerskie w Wyższej Szkole Marynarki Wojennej w Gdyni. Po pięciu latach nauki w 1989 roku uzyskał tytuł magistra inżyniera nawigatora morskiego na podstawie pracy na temat: Hydrometeorologiczne warunki poszukiwania okrętów podwodnych na wybranych akwenach Południowego Bałtyku pod kierunkiem prof. Krzysztofa Holca. W 1997 roku ukończył studia podyplomowe na kierunku zarządzanie i dowodzenie w Akademii Marynarki Wojennej. W 2000 roku, rozkazem Ministra Obrony Narodowej, został skierowany na studia podyplomowe do Akademii Dowódczo-Sztabowej w Shrivenham. W 2004 roku został doktorem nauk wojskowych w specjalności bezpieczeństwo morskie państwa. Obronił rozprawę doktorską na Wydziale Dowodzenia i Operacji Morskich AMW, zatytułowaną Użycie sił i środków zwalczania okrętów podwodnych do ochrony i obrony obszarów morskich RP. Dziewięć lat później, w grudniu 2013 roku, uzyskał stopień naukowy doktora habilitowanego nauk społecznych w zakresie nauk o bezpieczeństwie na Wydziale Dowodzenia i Operacji Morskich AMW, na podstawie pracy pt. Siły morskie w operacjach reagowania kryzysowego. W pracy habilitacyjnej przedstawił analizę narzędzi do prowadzenia militarnych operacji reagowania kryzysowego na morzu, ze szczególnym uwzględnieniem akwenów litoralnych (przybrzeżnych), na które przesunął się teatr ewentualnych zagrożeń konfliktami, a także potrzebę przeorientowania sił morskich z prowadzenia wojny na morzu na prowadzenie wojny z morza. W 2017 roku został mianowany profesorem nadzwyczajnym Akademii Marynarki Wojennej.

## Służba wojskowa
W lipcu 1984 roku rozpoczął naukę jako podchorąży w Wyższej Szkole Marynarki Wojennej w Gdyni, gdzie po czterech latach we wrześniu 1988 roku został powołany do zawodowej służby wojskowej. Po ukończeniu Akademii Marynarki Wojennej został skierowany do pracy w 11. dywizjonie ścigaczy 9. Flotylli Obrony Wybrzeża stacjonującej na Helu. Pierwszą funkcją jaką piastował na okręcie było stanowisko dowódcy działu artylerii i broni podwodnej na ścigaczu okrętów podwodnych ORP „Zwrotny”. Po dwudziestu miesiącach przepracowanych jako dowódca działu został wyznaczony zastępcą, a następnie z dniem 31 lipca 1992 roku dowódcą wyżej wspomnianego okrętu. Funkcję dowódcy okrętu ORP „Zwrotny” pełnił do lutego 1994 roku, po czym został przeniesiony na bliźniaczy okręt – ORP „Czujny”, którego dowódcą był przez czternaście miesięcy. Dodatkowo jako dowódca „Czujnego” był także dowódcą grupy jednostek pływających.
W maju 1995 roku po pięciu latach pracy zakończył służbę na jednostkach pływających i rozpoczął pracę w Akademii Marynarki Wojennej na stanowisku asystenta w Zakładzie Taktyki i Sztuki Operacyjnej w Instytucie Dowódczo-Sztabowym. Po powrocie ze studiów na Akademii Dowódczo-Sztabowej w Wielkiej Brytanii został starszym wykładowcą, a w 2005 roku po uzyskaniu stopnia naukowego doktora adiunktem swojej Alma Mater. W kolejnych latach piastował funkcje kierownika zakładu Taktyki i Sztuki Operacyjnej, a następnie począwszy od roku akademickiego 2011/2012 adiunkta – dyrektora Instytutu Operacji Morskich, którą sprawował przez dwie 3-letnie kadencje. Przez ostatni rok służby zawodowej obejmował stanowisko profesora nadzwyczajnego AMW. Z dniem 31 stycznia 2018 roku, po 34 latach, został zwolniony z zawodowej służby wojskowej stałej i przeniesiony do rezerwy.

### Awanse oficerskie
- podporucznik marynarki – 1988 rok[1]
- porucznik marynarki – 1991 rok[1]
- kapitan marynarki – 1996 rok[1]
- komandor podporucznik – 2002 rok[1]
- komandor porucznik – 2005 rok[1]
- komandor – 2007 rok[1]

## Praca naukowa
Komandor Ligęza brał udział w projektach badawczych związanych głównie z Marynarką Wojenną oraz gospodarką morską, zarówno jako kierownik, jak i wykonawca. Recenzował rozprawy doktorskie i habilitacyjne, a także był sekretarzem komisji habilitacyjnych. Jest także autorem rozlicznych prac, ekspertyz, norm obronnych, artykułów, skryptów, podręczników i monografii związanych z Marynarką Wojenną, które prezentowane były na konferencjach zarówno w kraju, jak i za granicą oraz publikowane w czasopismach naukowych. Uczestniczył w pracach komitetów naukowych oraz współorganizował wiele konferencji w Polsce i za granicą. Za działalność organizatorską oraz dokonania naukowe był wielokrotnie wyróżniany wieloma nagrodami rektora AMW, a w 2009 roku został przez niego uhonorowany tytułem „Nauczyciela Roku”. Jest także redaktorem naczelnym czasopisma Studia nad Obronnością i Bezpieczeństwem.

## Nagrody i Odznaczenia
- Brązowy Krzyż Zasługi (2006 rok)[29]
- Morski Krzyż Zasługi (2015 rok)[30][31]
- Srebrny Medal Za Długoletnią Służbę (2014 rok)[32]
- Złoty Medal „Siły Zbrojne w Służbie Ojczyzny” (2014 rok)[33]
- Złoty Medal „Za zasługi dla obronności kraju” (2011 rok)[34]
- Srebrny Medal „Siły Zbrojne w Służbie Ojczyzny” (2006 rok)[35]
- Srebrny Medal „Za zasługi dla obronności kraju” (2003 rok)[36]
- Brązowy Medal „Siły Zbrojne w Służbie Ojczyzny” (2005 rok)[37]
- Brązowy Medal „Za zasługi dla obronności kraju” (1995 rok)[38]
- Medal Komisji Edukacji Narodowej (2008 rok)[39]
- Odznaka Honorowa Marynarki Wojennej[4]

## Życie prywatne
Jest żonaty z Joanną (z d. Orzeł), ma córkę Martę (ur. 1991).
Jest członkiem zarządu Stowarzyszenia Klub Sportowy biegamyrazem.pl, zrzeszającego pasjonatów biegania oraz innych form rekreacji. W maju 2015 roku ukończył swój pierwszy maraton podczas 1. PZU Gdańsk Maratonu. Bierze udział także w innych biegach – półmaratonach i biegach na krótszych dystansach.

## Publikacje
- Monika Adamczyk-Retecka, Dariusz Bugajski, Olga Hołub-Śniadach, Krzysztof Ligęza, Sylwia Majkowska-Szulc, Justyna Nawrot, Anna Nawrot, Prawo integracji w Europie. Podręczny leksykon tematyczny, wyd. AMW, Gdynia 2008, s. 75, sygn. 10292/A.
- Zbigniew Badeński, Dariusz Kozłowski, Krzysztof Ligęza, Ryszard Łukasik, Jerzy Sekuła, Henryk Sołkiewicz (red.), Mariusz Zieliński, Operacyjno-taktyczny leksykon morski, wyd. AMW, Gdynia 2012, s. 946, ISBN 978-83-60278-64-2.
- Krzysztof Ligęza, Leksykon działań sił morskich, wyd. AMW, Gdynia 2012, s. 197, ISBN 978-83-60278-71-0.
- Krzysztof Ligęza (red. nauk.), Marynarka Wojenna w systemie bezpieczeństwa Rzeczypospolitej Polskiej, wyd. AMW, Gdynia 2012, s. 323, ISBN 978-83-60278-68-0.
- Krzysztof Ligęza, Siły morskie w operacjach reagowania kryzysowego, wyd. AMW, Gdynia 2013, s. 342, ISSN 1898-3189.
- Krzysztof Ligęza, Bezpieczeństwo Morskie Państwa. Zasady wykorzystywania Marynarki Wojennej, wyd. AMW, Gdynia 2013, s. 206, ISBN 978-83-60278-81-9.
- Michał Huzarski i Jarosław Wołejszo (red. nauk.), Krzysztof Ligęza, Leksykon obronności Polska i Europa, wyd. Bellona, Warszawa 2014, s. 249, ISBN 978-83-11-13382-2.
- Krzysztof Ligęza, Charakterystyka dynamiki rozwoju okrętowych sił zwalczania okrętów podwodnych, [w:] Henryk Sołkiewicz (red.), Ewolucyjny rozwój sił okrętowych Marynarki Wojennej w latach 1945–2010, wyd. AMW, Gdynia 2015, s. 327–403, ISBN 978-83-941308-4-8.
- Andrzej Bursztyński, Dariusz Bugajski, Jacek Fabisiak, Grzegorz Krasnodębski, Katarzyna Karwacka, Krzysztof Ligęza, Bartłomiej Pączek, Jerzy Sekuła, Tomasz Szubrycht (red. nauk.), Leksykon bezpieczeństwa morskiego. 100 podstawowych pojęć., wyd. C.H. Beck, Warszawa 2016, s. 294, ISBN 978-83-255-7518-2.
- Krzysztof Ligęza (red. nauk.), Systemy Bezzałogowe, wyd. AMW, Gdynia 2017, s. 146, ISBN 978-83-947841-0-2.